# Gizo (Izrael)
Gizo (hebrejsky גִּיזוֹ, v oficiálním přepisu do angličtiny Gizo) je vesnice v Izraeli, v Jeruzalémském distriktu, v Oblastní radě Mate Jehuda.

## Geografie
Leží v nadmořské výšce 198 metrů v zemědělsky využívané pahorkatině Šefela, nedaleko od západního okraje zalesněných svahů Judských hor.
Obec se nachází 26 kilometrů od břehu Středozemního moře, cca 34 kilometrů jihovýchodně od centra Tel Avivu a cca 28 kilometrů západně od historického jádra Jeruzalému. Gizo obývají Židé, přičemž osídlení v tomto regionu je etnicky převážně židovské. Vesnice je situována 4 kilometry od Zelené linie, která odděluje Izrael v jeho mezinárodně uznávaných hranicích a Západní břeh Jordánu, respektive od nárazníkové zóny v prostoru Latrunu. Počátkem 21. století byla ale plocha Latrunského výběžku s demografickou dominancí Židů fakticky anektována k Izraeli pomocí bezpečnostní bariéry a dále k severovýchodu ležící arabské (palestinské) oblasti Západního břehu fyzicky odděleny.
Gizo je na dopravní síť napojen pomocí dálnice číslo 44.

## Dějiny
Gizo byl založen v roce 1968. Jménem odkazuje na starověké sídlo zmiňované v tomto regionu v Bibli. Na něj pak ve středověku navázala arabská vesnice Bajt Džiz, jež stála cca 2 kilometry severovýchodně odtud, blíže k nynější židovské vesnici Har'el.
Nynější vesnice byla zřízena roku 1968 a koncipována jako osada pro ubytování místních učitelů a dalších státních zaměstnanců. Přímo v obci působí státní základní škola s náboženskou orientací.

## Demografie
Podle údajů z roku 2014 tvořili naprostou většinu obyvatel v Gizo Židé (včetně statistické kategorie "ostatní", která zahrnuje nearabské obyvatele židovského původu ale bez formální příslušnosti k židovskému náboženství).
Jde o menší obec vesnického typu s dlouhodobě stagnující populací. K 31. prosinci 2014 zde žilo 192 lidí. Během roku 2014 populace stoupla o 3,8 %.
| Rok            | 1972 | 1983 | 1995 | 2001 | 2003 | 2004 | 2005 | 2006 | 2007 | 2008 | 2009 | 2010 | 2011 | 2012 | 2013 | 2014 |
| -------------- | ---- | ---- | ---- | ---- | ---- | ---- | ---- | ---- | ---- | ---- | ---- | ---- | ---- | ---- | ---- | ---- |
| Počet obyvatel | 17   | 72   | 64   | 153  | 187  | 190  | 201  | 214  | 211  | 214  | 182  | 181  | 181  | 189  | 185  | 192  |